# Cirriformia capensis
Cirriformia capensis är en ringmaskart som först beskrevs av Schmarda 1861.  Cirriformia capensis ingår i släktet Cirriformia och familjen Cirratulidae.
Artens utbredningsområde är Mexikanska golfen. Inga underarter finns listade i Catalogue of Life.